# Baro’t saya

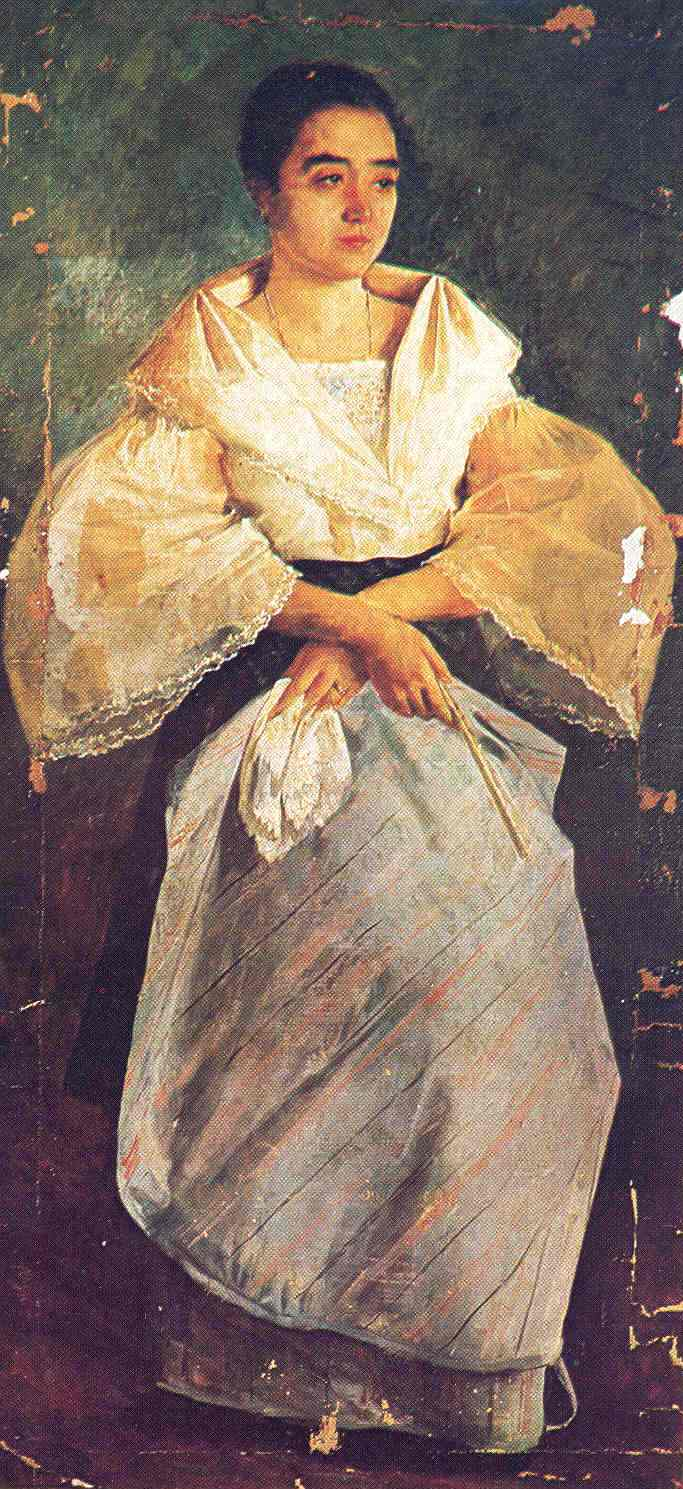
La Bulaqueña, une peinture de 1895 de Juan Luna représentant une femme de la classe moyenne supérieure de Bulacan portant un traje de metiza. Le tableau est parfois appelé « Maria Clara » en référence à la robe de la femme

Le baro’t saya ou baro at saya (littéralement « chemisier et jupe ») est un vêtement traditionnel et national porté par les femmes aux Philippines et combine des éléments du style vestimentaire philippin précolonial et espagnol colonial.

## Description
Le baro’t saya se compose traditionnellement de quatre parties : un chemisier (baro ou camisa), une jupe longue (saya ou falda), un mouchoir porté sur les épaules (pañuelo, fichu ou alampay) et un tissu rectangulaire court porté par-dessus la jupe (le tapis ou patadyong).
Le baro’t saya a de multiples variantes, connues sous le terme collectif Filipiniana, y compris l’aristocratique traje de mestiza (également appelé Maria Clara) ; le Bisanano Kimona avec son chemisier brodé à manches courtes ou façon poncho associé à une jupe patadyong ; ainsi que la robe unifiée connue sous le nom de Terno, et sa version décontractée et cocktail, le Balintawak. L’équivalent masculin du baro’t saya est le barong tagalog. Le "baro" ou la "camisa" varient en termes de matériel utilisé en fonction de la classe sociale.

## Étymologie
Baro’t saya est une contraction de « baro at saya », qui signifie littéralement « chemise et jupe », du tagalog baro (« chemise » ou « vêtement ») et saya (de l’espagnol « jupe »).

## Histoire

### Époque précoloniale
.

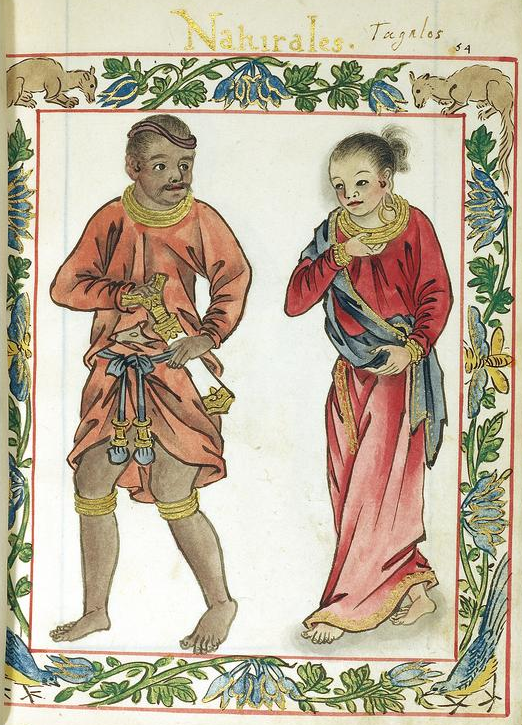
Tagalog maginoo (noblesse) portant le baro dans le Codex Boxer (vers 1590)

Le baro’t saya a évolué à partir de deux vêtements portés par les hommes et les femmes à la période précoloniale des Philippines : le baro (également barú ou bayú dans d’autres langues philippines), une simple chemise ou veste à manches longues sans col avec une fermeture ajustée ; et le tapis (également appelé patadyong dans l’archipel des Visayas et de Sulu, et malong à Mindanao), un court tissu rectangulaire ou en forme de tube porté enroulé autour de la taille ou de la poitrine et fixé par des ceintures, un tissu tissé ou noué sur une épaule. Les femmes portaient aussi généralement des bracelets par-dessus le baro Ces types de vêtements survivent encore dans les groupes non christianisés aux Philippines These types of clothing still survive in non-Christianized groups in the Philippines.
Époque coloniale espagnole

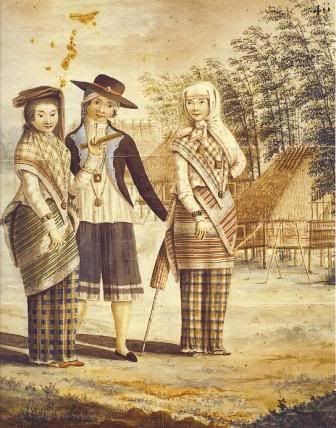
Mestizos de Manila de Juan Ravenet montrant les pares étroites et à carreaux saya des femmes indigènes aux Philippines au XVIIIe siècle. Notez également les vêtements de style européen des hommes. (vers 1792-1794)

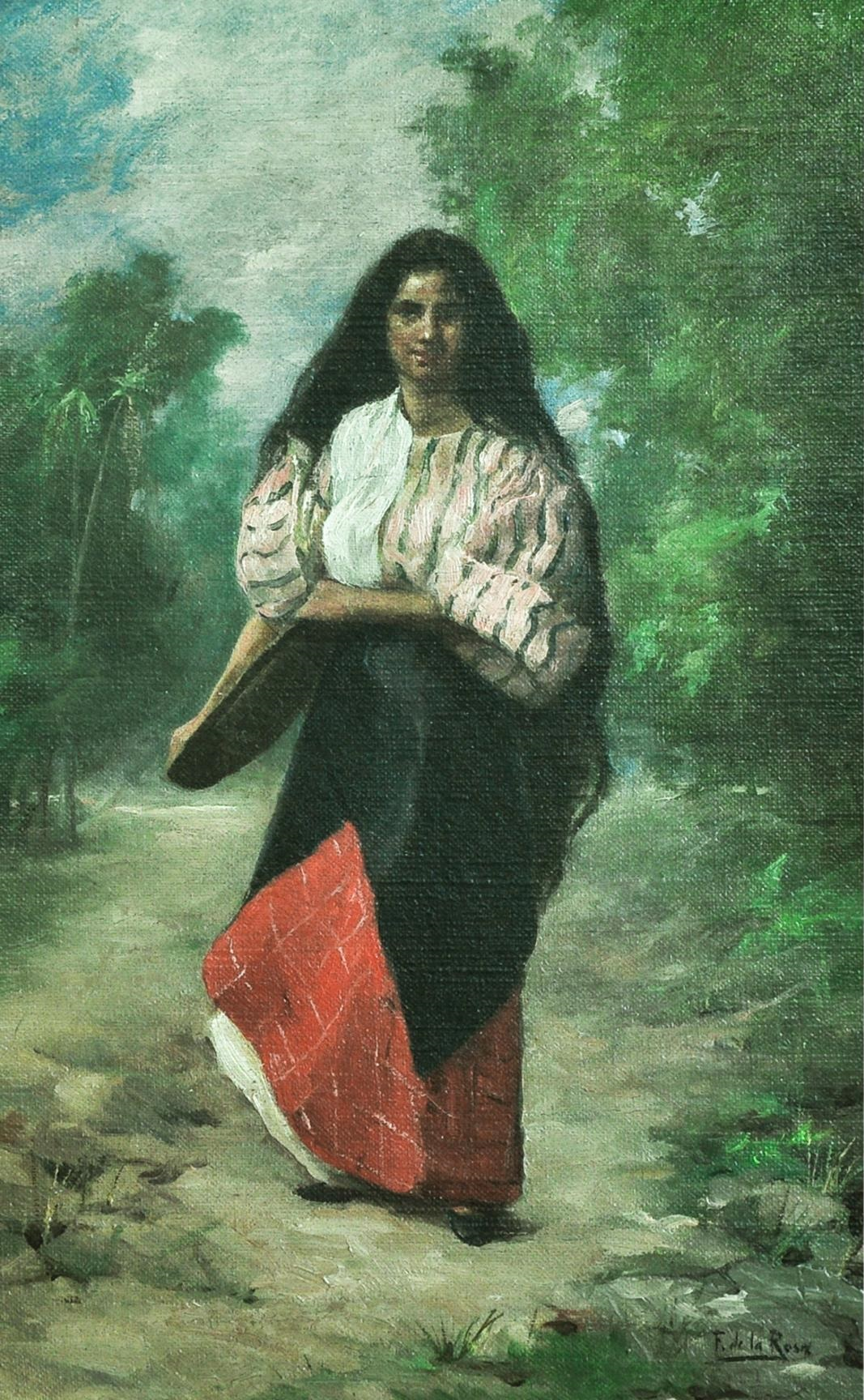
Filipina, peinture du XIXe siècle représentant une femme de la classe ouvrière en "baro't saya" par Fabián de la Rosa

Le clergé espagnol de la période coloniale considérait la façon précoloniale de s’habiller comme impudique pour les femmes et a introduit la jupe longue (connue sous le nom espagnol de saya ou rabat) à porter sous le tapis roulant. Dans les Visayas, le patadyong a été toléré plus longtemps, bien qu’il ait finalement été remplacé par le saya au XIXe siècle
À la fin du XVIIIe siècle, la tenue quotidienne traditionnelle des femmes aux Philippines se composait de deux vêtements de base connus sous le nom de pares (« paires »). Il s’agissait d’une saya qui atteignait les chevilles (généralement à carreaux) et d’une triche ou camisa sans col (généralement unie ou rayée). Le nom de pares était plus étroitement associé à la jupe, qui, contrairement aux sayas ultérieures, était étroite et ressemblait à une gaine, ressemblant aux tpis précoloniaux. Ils étaient attachés à la taille par des lacets et avaient de larges plis plats le long de la taille maintenus ensemble par des épingles. Le tricheur était plus ou moins identique au tricheur précolonial, avec des manches longues et étroites. Comme les tenues ultérieures, ces deux vêtements étaient généralement complétés par un tapis (qui était maintenant porté comme une « surjupe ») et un mouchoir autour des épaules connu sous le nom de pañuelo, fichu ou alampay (fait du même matériau opaque que les jupes)
Les textiles utilisés pour les premières sayas étaient généralement des textiles indigènes (en particulier des textiles fabriqués par les habitants des hauts plateaux de Bisaya et de Panay). Plus tard, au 19ème siècle,,, ils ont commencé à utiliser des tissus importés similaires, en particulier le cambaya (également appelé madras, un tissu de coton léger avec une texture à motifs typiques et un motif à carreaux) importé d’Inde
La largeur étroite des pares saya du XVIIIe siècle, cependant, les rendait peu pratiques pour la vie quotidienne. Entre 1820 et 1840, la saya a été remplacée par une jupe flottante de style occidental connue sous le nom de saya a la mascota. Pour les femmes des classes supérieures, ils arrivaient généralement jusqu’aux chevilles ; alors que pour les femmes des classes inférieures, elles atteignaient généralement la mi-mollet pour faciliter les mouvements plus libres pendant le travail. Les versions jusqu’aux genoux étaient également autorisées pour les filles.
À partir du milieu du XIXe siècle, la conception et les éléments de l’habillement divergent fortement entre les classes inférieures et les classes aristocratiques de la Principauté. Le tapis, par exemple, qui était typique des vêtements des femmes philippines, est devenu beaucoup plus court entre 1840 et 1860. Pour cette raison, ils sont devenus plus limités aux Indiens autochtones, tandis que les femmes espagnoles et certains métis évitaient de le porter en raison de sa ressemblance avec le delantal (tablier) porté par les serfs. Cette dichotomie a été dépeinte dans le roman Noli Me Tángere de José Rizal, où la protagoniste métisse María Clara portait un tapis roulant et une baro’t saya, tandis que la prétentieuse Doña Consolación (une native mariée à un péninsulaire) portait des vêtements de style européen sans tapis roulant.

## Galerie

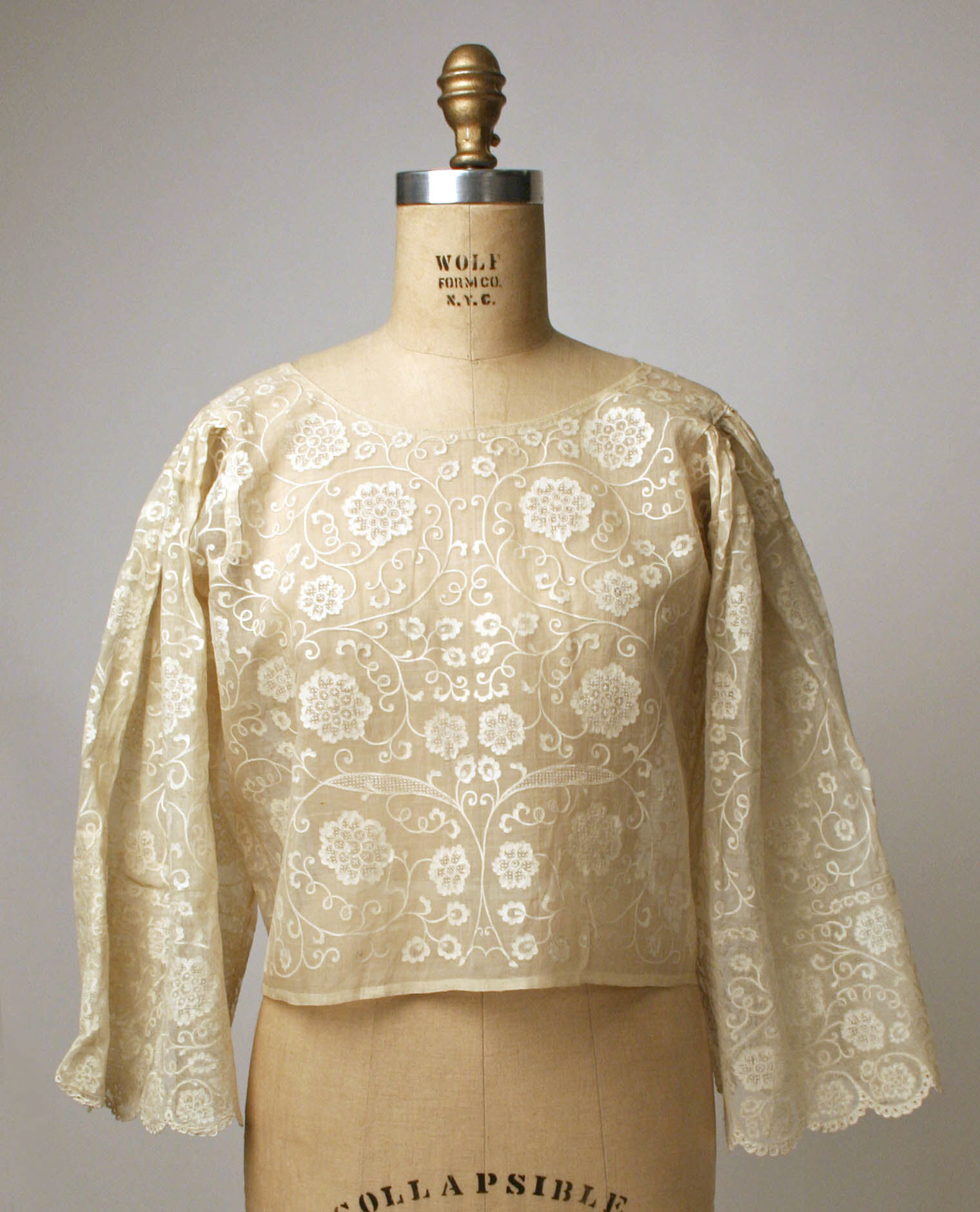
Camisole du XIXe siècle du Metropolitan Museum of Art
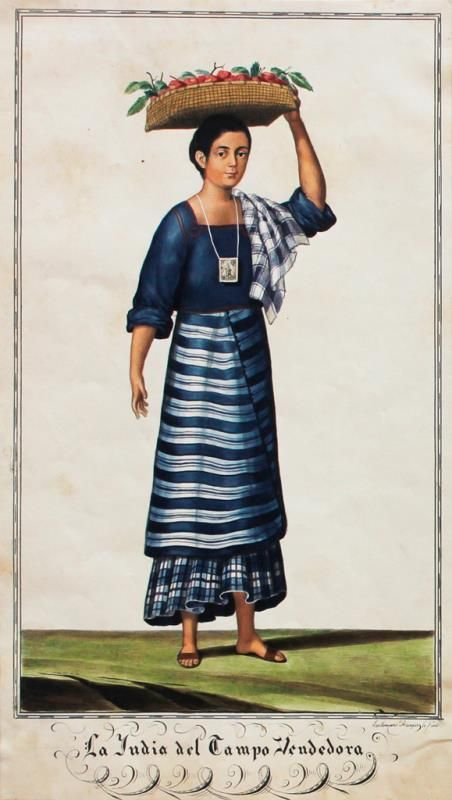
La Yndia del Campo Tendedora de Justiniano Asuncion (vers 1855)
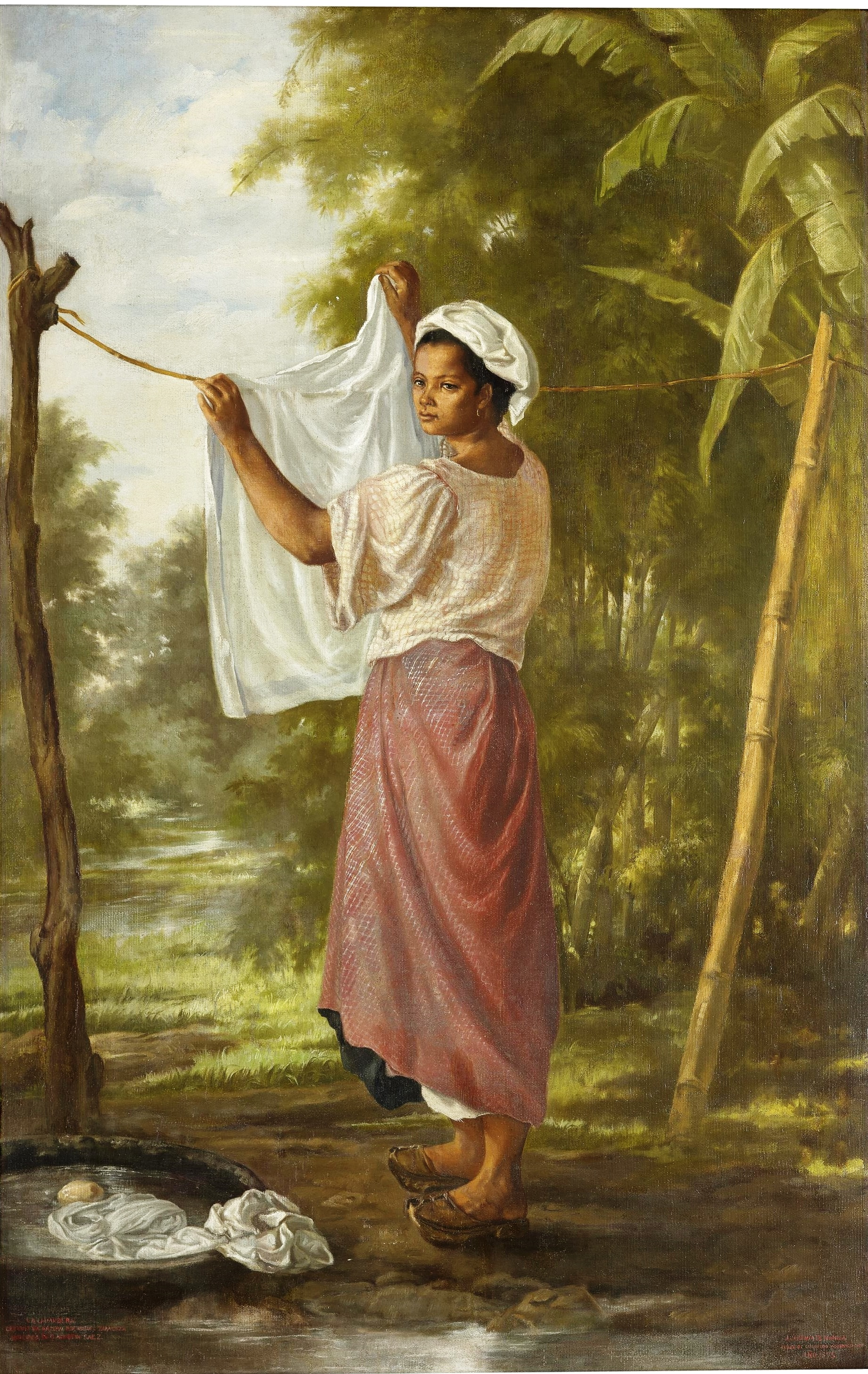
La Lavandera" de Miguel Zaragoza au Museo del Prado (vers 1875)
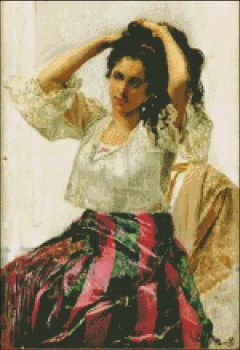
Una Mestiza de Juan Luna représentant une femme en baro't saya (vers 1887)
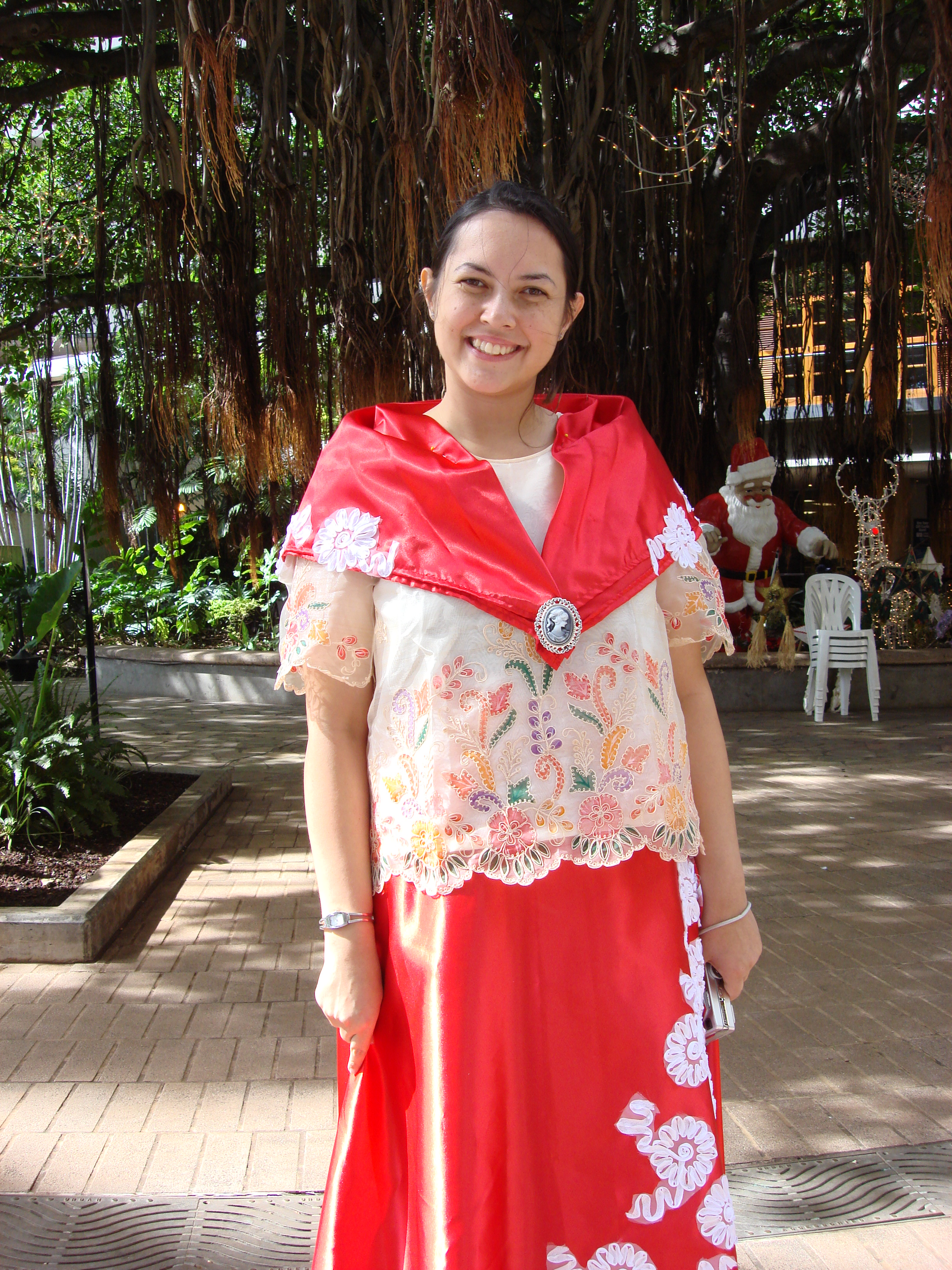
Femme portant un baro't saya lors du Mois de l'Héritage Asiatique Pacifique Américain 2007 à Hawaï.
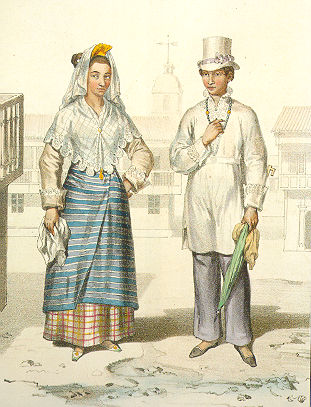
Baro't saya porté par un couple de mestizo de sangley' par Jean Mallat de Bassilan (vers 1846)
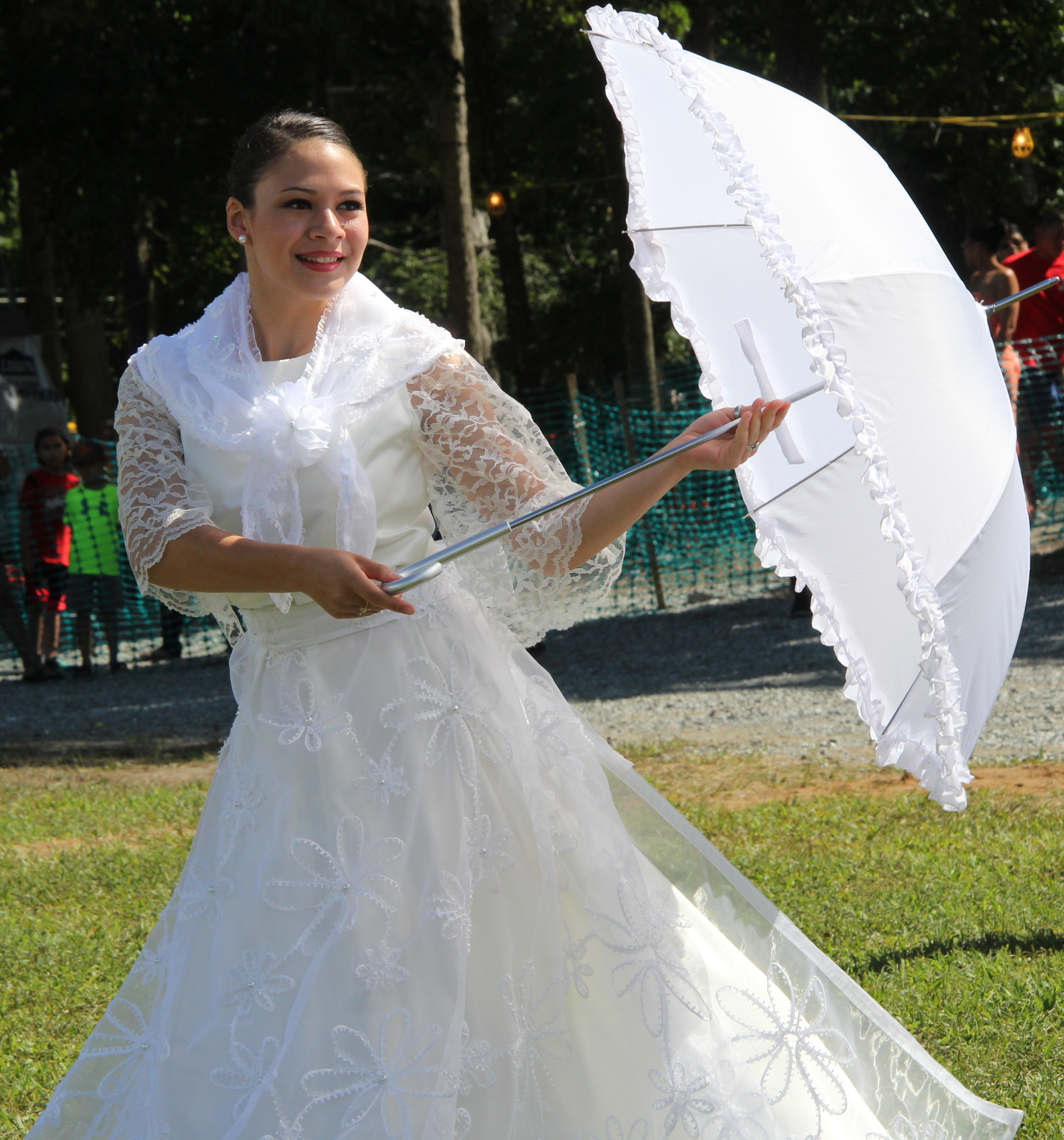
Une danseuse portant un traje de mestiza moderne lors du 2015 lors d'un Festival philippin
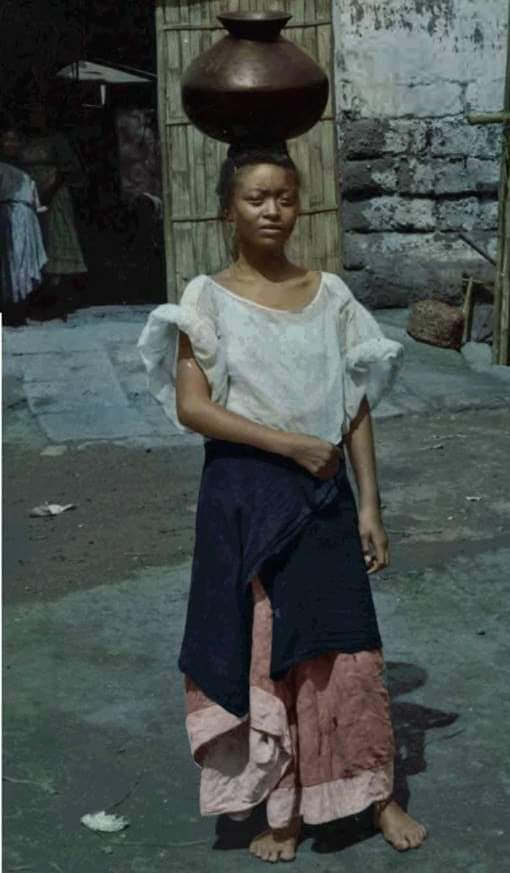
Femme philippine portant un baro't saya pendant qu'elle travaille.